# 薩埵山体制
薩埵山体制（さったやまたいせい）とは、観応の擾乱以後における鎌倉府の体制のこと。若年の鎌倉公方足利基氏を関東執事畠山国清及び薩埵山の戦いで足利尊氏に味方した東国の外様有力武家が支えた。

## 経過

### 足利尊氏と足利直義の対立
室町幕府初代将軍足利尊氏と弟の足利直義の対立が深刻化した正平4年/貞和5年（1349年）、尊氏は鎌倉においていた嫡男の義詮を後継者として京都に呼び戻し、その弟である次男の基氏を鎌倉公方として下して鎌倉府として機能させた。当時の関東執事は義詮を補佐してきた上杉憲顕と高師冬がそのまま留任し、義詮の時代と同様に基氏の養育と補佐を行った。ところが、翌年に憲顕の従兄弟である上杉重能が師冬の従兄弟である尊氏の執事高師直に殺害されると、師直を庇護する尊氏と直義の間で衝突が本格化して観応の擾乱へと発展した。
憲顕の攻撃を受けて鎌倉から甲斐へ落ちのびた師冬が諏訪直頼によって討ち取られると、憲顕は直義を鎌倉に迎え入れて基氏を奉じて尊氏と対抗しようとした。だが、その計画を知った尊氏は正平6年/観応2年（1351年）に鎌倉に向けて兵を発し、12月に駿河の薩埵峠で直義軍と激突した。この薩埵山の戦いで尊氏軍は苦戦したものの、尊氏から見れば外様であった東国の有力な武士たちが尊氏方についたため、直義軍は総崩れとなり、直義は翌年2月に急死した。憲顕は新田氏など反尊氏勢力を結集して武蔵野合戦に臨んだが、敗走した。

### 体制の成立
憲顕は命は助けられたものの、関東執事と越後・上野の守護の地位を剥奪された。既に高師冬も殺害されて関東執事が空位になったことから、尊氏は畠山国清を伊豆の守護を兼ねさせて後任として鎌倉に派遣し、下野の宇都宮氏綱を越後・上野両国の守護に任命、武蔵の河越直重を相模の守護に任命した（なお、氏綱の越後守護補任にあたって同国が鎌倉府の管国に移管された可能性が高い）。畠山・宇都宮・河越の3者はいずれも薩埵山の戦いで戦功を挙げた武将であり、特に宇都宮氏・河越氏の両氏はこれまで守護に補任されたことがない外様の武家であった。この人事は彼らに対する褒賞であると同時に新田氏や上杉氏の反抗に対して睨みを利かせることも目的の一つとした。
また、畠山国清が正平8年/文和2年（1353年）に基氏を奉じて鎌倉府の機能を武蔵入間郡入間川に設置した入間川御陣に移した点も重要視される。これは新田氏や上杉氏の残党と対峙する外来の守護である宇都宮氏に対する支援の意味も含まれており、更に同地を本拠としていた武蔵平一揆及びその首領である河越直重の地位を高める効果もあったと見られている。この年、南朝軍の京都占領によって後光厳天皇が美濃に追われた事を知った尊氏が鎌倉より上洛する際に東国勢の働きぶりは東寺合戦などで遺憾なく発揮され、新体制による関東統治の順調な開始を印象付けることに成功した。この体制を後世の歴史学においては「薩埵山体制」と称したのである。

### 体制の崩壊
ところが、正平13年/延文3年（1358年）に尊氏が死去、体制に動揺を与えた。成長した基氏が自ら鎌倉府を率いることを志向するようになり、畠山国清と齟齬が生じるようになっていったのである。
翌正平14年/延文4年（1359年）、基氏は2代将軍となった兄の義詮の南朝討伐を支援することを名目に国清に東国勢を率いさせて上洛させた。これは名目は義詮からの要請であるが実際は基氏独自の判断によるものであり、父の死去に伴う地域内の動揺を外征によって抑えようとする意図があったと見られている。だが、この遠征は南朝方の激しい抵抗によって挫折、東国勢の中には逃げ帰るものも相次いだ。この遠征の失敗は主導した基氏の責任が問われるものであったが、基氏の失脚は鎌倉府自体の崩壊を導きかねない以上、代わりに関東執事で実際に軍を率いた国清が補佐・軍事の両面で責任を問われることとなった。正平16年/応安元年（1361年）、追いつめられた国清は伊豆で挙兵した。基氏は翌正平17年/貞治元年（1362年）に兵を率いて入間川を出て伊豆に向かい、反乱を鎮圧して国清を追放した。その後、基氏は鎌倉に帰還し、二度と入間川御陣に入ることはなかった。
国清の失脚は薩埵山体制の崩壊を意味するものとなった。同年、越後が突如鎌倉府から室町幕府の管国に再移管され、その守護として追放された筈の上杉憲顕が補任されたのである。義詮・基氏兄弟は共に幼時より自分の扶育に務めた憲顕の赦免と復権に積極的であり、憲顕を最後まで許さなかった父が死去した後にその機会を窺っていたのであった。これによって宇都宮氏綱は自動的に越後守護を更迭されることになり、激しく反発した。
翌年、基氏の命令で越後より鎌倉入りをしようとした憲顕が宇都宮氏が任じた上野守護代芳賀禅可に襲撃される事件が発生する。難を逃れた上杉憲顕は関東管領（かつての関東執事）に復帰し、更に基氏は憲顕襲撃を反逆行為と認定して宇都宮氏綱の上野守護をも更迭して憲顕を後任とした上で、宇都宮氏討伐に向かった。氏綱は降伏を余儀なくされ、同年には河越直重も相模守護を更迭されている。これによって薩埵山体制は名実ともに崩壊に追い込まれ、以後鎌倉公方を関東管領上杉氏が補佐する体制に移行する。

### 体制崩壊後
だが、正平22年/貞治6年（1367年）に入り、4月に基氏が、12月に義詮が急死すると、事態が急変する。後継者の足利氏満・足利義満はいずれも幼少であったためである。翌正平23年/応安元年（1368年）2月、関東管領上杉憲顕が今後の体制について幕府側と協議するために上洛している最中、河越直重を中心とする武蔵平一揆が突如蜂起して、宇都宮氏綱もこれに呼応、更に新田氏勢力もこれに乗じて挙兵した。直重や氏綱は薩埵山体制の中核にいた人物であり、基氏死去の今が憲顕排除の好機と見たのである。
だが、憲顕は鎌倉府内部の紛争に過ぎないこの蜂起を室町幕府に対する反逆行為として認定を得ることに成功して鎌倉に帰還、先に氏満を奉じて河越直重の河越館を攻撃中であった上杉朝房と合流して閏6月に攻め滅ぼし、8月には宇都宮氏綱も屈服させた。但し、河越氏とは違って宇都宮氏に対する処罰は軽微に留まった。これは先の両国没収時に多くの所領を奪われていること、宇都宮氏の没落が下野の守護である小山氏の権力強化につながることを警戒したからと考えられている。これをもって鎌倉府の基礎は揺るぎないものになったのである。

## 関連書籍
- 峰岸純夫『足利尊氏と直義 京の夢、鎌倉の夢』吉川弘文館、2009年。ISBN 4642056726。